# Andebol 1
O Campeonato Placard Andebol 1 é a principal competição de Andebol em Portugal. É atualmente disputado por 12 equipas sendo que as primeiras 4 seguem para a Fase de Campeão,depois do 5° ao 8° lugar e as últimas quatro lutarão pela manutenção. É o escalão mais alto do campeonato português de andebol.
O campeonato é disputado no formato de todos contra todos a duas voltas e num sistema de pontos corridos.
O ranking da EHF da época 2021-22 coloca Portugal em 8º lugar, atrás de Dinamarca e Croácia, o que dá acesso às competições europeias aos quatro primeiros classificados do Campeonato Placard Andebol 1. 
O primeiro classificado tem acesso à fase de grupos da Liga dos Campeões da EHF e os três seguintes irão disputar a Liga Europeia da EHF, embora apenas o segundo classificado fique automaticamente apurado para a fase de grupos da mesma e o quarto e o quinto classificados terão de disputar um play-off de acesso à prova.
As equipas que terminem em 11º e 12º lugar são despromovidas à  Divisão de Honra.

## História

### Criação
O Andebol foi introduzido em Portugal em 1929 e, em 1939, a Federação de Andebol de Portugal foi criada. Durante a primeira metade do século XX, o desporto tornou-se extremamente popular, tornando-se num dos desportos de equipa mais importantes, além de futebol e hóquei em patins. O número crescente de clubes que figuravam uma equipa de andebol levou ao estabelecimento de campeonatos regionais nas Áreas Metropolitanas de Lisboa e Porto, como também em Coimbra. O interesse de definir um "campeão nacional" levou a federação a criar um pequeno torneio entre as melhores equipas de Lisboa e do Porto (inicialmente) e Coimbra (numa segunda fase).

### Domínio de Sporting e Porto até à Revolução dos Cravos
Antes da Revolução dos Cravos, apenas três de 23 campeonatos nacionais não foram conquistados pelo Sporting CP ou pelo FC Porto. As duas equipas rapidamente se estabeleceram como os clubes de topo do país, crescendo devido ao ecletismo. Figuraram em ambas as equipas os melhores jogadores portugueses de todo o tempo, criando uma rivalidade Norte-Sul entre o Porto e Lisboa, respetivamente.
O FC Porto ganhou o primeiro tetracampeonato (quatro títulos seguidos) na história da competição. Por outro lado, o Sporting CP ganhou o primeiro pentacampeonato (cinco títulos seguidos) na história do andebol português, com uma equipa que viria a ser conhecida como Os Sete Magníficos.
No entanto, o FC Porto atingiu uma proeza ainda maior ao conquistar o heptacampeonato (sete títulos seguidos), entre 2008 e 2015.

### Uma verdadeira liga no panorama europeu
Em 1987, o campeonato assumiu o formato em liga disputada com 12 equipa. Esta mudança no formato da competição aproximou a liga portuguesa a outras grandes ligas europeias e levou a um aumento significativo da competitividade. Este crescimento consistente era apoiado pelo investimento de vários clubes, que procuravam segurar vários jogadores estrangeiros (nomeadamente dos Balcãs) como também treinadores experientes, cujo conhecimento do desporto permitiu um aumento sólido na qualidade de jogo.
O pico do crescimento dos clubes de andebol em Portugal foi alcançado pelo ABC, de Braga, quando o clube chegou à sua primeira final da Liga dos Campeões da EHF em 1994. O clube perdeu para o CB Cantabria por 45-43. Em 1999-00, o ABC também alcançou as meias-finais da Taça EHF.

### Diferendo entre Liga e Federação e declínio
Em 2001, os clubes do campeonato criaram a Liga Portuguesa de Clubes de Andebol, que tinha o objetivo de dirigir um campeonato de andebol completamente profissional chamado Liga Portuguesa de Andebol. Porém, em 2002, a Federação de Andebol de Portugal contestou a validade desta liga e deixou de reconhecer o Campeão da Liga Portuguesa de Andebol como campeão nacional.
Como consequência, a segunda divisão foi renomeada para Divisão de Elite e transformada no escalão mais alto do andebol português. Só o vencedor deste campeonato era reconhecido como campeão nacional pela Federação.
A principal consequência desta disputa entre a Liga e a Federação foi a proibição dos grandes clubes profissionais que jogavam na Liga Portuguesa de Andebol de disputar competições europeias pela Federação Europeia de Andebol.
Em 2005, a Federação reconheceu a Liga Portuguesa de Andebol como o primeiro escalão do sistema de ligas de andebol de Portugal e concordou em garantir autonomia à Liga de Clubes enquanto a supervisionasse ao mesmo tempo.
Atualmente, ainda existe disputas sobre quem foi campeão português durante o período do diferendo.

### Extinção da Liga e ascensão do andebol português
Em 2009, a Liga de Clubes foi extinta juntamente com a Liga Portuguesa de Andebol. Esta competição foi substituída pelo novo Campeonato Nacional Andebol 1, ou simplesmente Andebol 1, onde todos os clubes forem reintegrados.
Após o rebranding, os clubes portugueses de andebol ganharam alguma da sua antiga notoriedade, especialmente em competições internacionais. O Sporting CP conquistou a Taça Challenge da EHF em 2010 e 2017 e o ABC conquistou a competição em 2016 na primeira final unicamente portuguesa, batendo o SL Benfica num resultado agregado de 53-51. O ABC também chegou à final desta competição internacional em 2015. Em 2013–14, o Porto tornou-se na primeira equipa portuguesa a participar na fase de grupos da Liga dos Campeões da EHF desde 2002. Porto, ABC e Sporting também participaram nesta fase da competição em 2015–16, 2016–17 , 2017–18 e 2018-19. Na época 2018-19, o Sporting CP tornou-se na primeira equipa portuguesa a passar a fase de grupos da Liga dos Campeões da EHF. Na época 2021-22, o SL Benfica tornou-se na primeira equipa portuguesa a ganhar a Liga Europeia da EHF.

## Formato

### Formato atual
Atualmente, o campeão qualifica-se diretamente para a fase de grupos da Liga dos Campeões da EHF. O 2º e o 3°classificados qualificam-se para a fase de grupos da Liga Europeia da EHF e o 4º e 5º classificados apuram-se para o play-off de acesso à fase de grupos da Liga Europeia da EHF.
Já para descer divisão, é decidido na fase de descida onde os dois últimos descem diretamente para a Divisão de Honra.

## Equipas
As equipas que disputaram a época 2024-25 foram:
| Equipa                         | Localização        | Pavilhão                                        |
| ------------------------------ | ------------------ | ----------------------------------------------- |
| ABC / UMINHO                   | Braga              | Pavilhão Flávio Sá Leite                        |
| ÁGUAS SANTAS MILANEZA          | Águas Santas, Maia | Pavilhão da Associação Atlética de Águas Santas |
| AA AVANCA                      | Avanca, Estarreja  | Pavilhão Comendador Adelino Dias Costa          |
| CF OS BELENENSES               | Lisboa             | Pavilhão Acácio Rosa                            |
| SL BENFICA                     | Lisboa             | Pavilhão da Luz Nº 2                            |
| FC PORTO                       | Porto              | Dragão Arena                                    |
| AM MADEIRA AND SAD             | Funchal (Madeira)  | Pavilhão Desportivo do Funchal                  |
| PÓVOA AC / BODEGÃO / GRUPO CCR | Póvoa de Varzim    | Pavilhão Municipal da Póvoa de Varzim           |
| SC HORTA                       | Horta (Açores)     | Pavilhão Desportivo da Horta                    |
| SPORTING CP                    | Lisboa             | Pavilhão João Rocha                             |
| VITÓRIA SC                     | Guimarães          | Pavilhão Unidade Vimaranense                    |
| NAZARÉ DF                      | Nazaré             |                                                 |

## Campeões
| Campeonato Nacional de Andebol Masculino - Campeonato Placard Andebol 1 | Campeonato Nacional de Andebol Masculino - Campeonato Placard Andebol 1 | Campeonato Nacional de Andebol Masculino - Campeonato Placard Andebol 1 | Campeonato Nacional de Andebol Masculino - Campeonato Placard Andebol 1 | Campeonato Nacional de Andebol Masculino - Campeonato Placard Andebol 1 |
| Época                                                                   | Campeão                                                                 | Vice-Campeão                                                            | 3.º Classificado                                                        | 4.º Classificado                                                        |
| ----------------------------------------------------------------------- | ----------------------------------------------------------------------- | ----------------------------------------------------------------------- | ----------------------------------------------------------------------- | ----------------------------------------------------------------------- |
| 2024–25                                                                 | Sporting CP (23)                                                        | FC Porto                                                                | SL Benfica                                                              | CS Marítimo                                                             |
| 2023–24                                                                 | Sporting CP (22)                                                        | FC Porto                                                                | ABC Braga                                                               | SL Benfica                                                              |
| 2022–23                                                                 | FC Porto (24)                                                           | Sporting CP                                                             | SL Benfica                                                              | ABC Braga                                                               |
| 2021–22                                                                 | FC Porto (23)                                                           | Sporting CP                                                             | SL Benfica                                                              | Belenenses                                                              |
| 2020–21                                                                 | FC Porto (22)                                                           | Sporting CP                                                             | SL Benfica                                                              | Águas Santas                                                            |
| 2019–20                                                                 | (FC Porto)                                                              | (Sporting CP)                                                           | (SL Benfica)                                                            | (Belenenses)                                                            |
| 2018–19                                                                 | FC Porto (21)                                                           | Sporting CP                                                             | SL Benfica                                                              | Águas Santas                                                            |
| 2017–18                                                                 | Sporting (21)                                                           | SL Benfica                                                              | FC Porto                                                                | ABC Braga                                                               |
| 2016–17                                                                 | Sporting (20)                                                           | FC Porto                                                                | SL Benfica                                                              | Madeira SAD                                                             |
| 2015–16                                                                 | ABC Braga (13)                                                          | SL Benfica                                                              | FC Porto                                                                | Sporting CP                                                             |
| 2014–15                                                                 | FC Porto (20)                                                           | Sporting CP                                                             | SL Benfica                                                              | ABC Braga                                                               |
| 2013–14                                                                 | FC Porto (19)                                                           | Sporting CP                                                             | ABC Braga                                                               | SL Benfica                                                              |
| 2012–13                                                                 | FC Porto (18)                                                           | SL Benfica                                                              | Sporting CP                                                             | Águas Santas                                                            |
| 2011–12                                                                 | FC Porto (17)                                                           | Madeira SAD                                                             | Sporting CP                                                             | SL Benfica                                                              |
| 2010–11                                                                 | FC Porto (16)                                                           | Madeira SAD                                                             | Sporting CP                                                             | SL Benfica                                                              |
| 2009–10                                                                 | FC Porto (15)                                                           | Belenenses                                                              | Sporting CP                                                             | Madeira SAD                                                             |

| Liga Portuguesa de Andebol | Liga Portuguesa de Andebol | Liga Portuguesa de Andebol | Liga Portuguesa de Andebol | Liga Portuguesa de Andebol |
| Época                      | Campeão                    | Vice-Campeão               | 3º lugar                   | 4º lugar                   |
| -------------------------- | -------------------------- | -------------------------- | -------------------------- | -------------------------- |
| 2008–09                    | FC Porto (14)              | SL Benfica                 | Sporting CP                | Madeira SAD                |
| 2007–08                    | SL Benfica (7)             | ABC Braga                  | Belenenses                 | São Bernardo               |
| 2006–07                    | ABC Braga (12)             | Madeira SAD                |                            |                            |

| Liga Portuguesa de Andebol | Liga Portuguesa de Andebol | Liga Portuguesa de Andebol | Liga Portuguesa de Andebol | Liga Portuguesa de Andebol |  | Divisão de Elite | Divisão de Elite |
| Época                      | Campeão                    | Vice-Campeão               | 3º lugar                   | 4º lugar                   |  | Campeão          | Vice-Campeão     |
| -------------------------- | -------------------------- | -------------------------- | -------------------------- | -------------------------- |  | ---------------- | ---------------- |
| 2005–06                    | ABC Braga (11)             |                            |                            |                            |  | Sporting CP (19) | SC Horta         |
| 2004–05                    | Madeira SAD                | FC Porto                   | SL Benfica                 |                            |  | Sporting CP (18) | SC Horta         |
| 2003–04                    | FC Porto (13)              | Sporting CP                | Águas Santas               | ABC Braga                  |  | São Bernardo (2) |                  |
| 2002–03                    | FC Porto (12)              | ABC Braga                  |                            |                            |  | São Bernardo     |                  |
| 2001–02                    | FC Porto (11)              | ABC Braga                  |                            |                            |  |                  |                  |

| Campeonato Nacional da 1ª Divisão | Campeonato Nacional da 1ª Divisão | Campeonato Nacional da 1ª Divisão | Campeonato Nacional da 1ª Divisão | Campeonato Nacional da 1ª Divisão |
| Época                             | Campeão                           | Vice-Campeão                      | 3º Classificado                   |                                   |
| --------------------------------- | --------------------------------- | --------------------------------- | --------------------------------- | --------------------------------- |
| 2000–01                           | Sporting CP (17)                  | FC Porto                          | ABC Braga                         |                                   |
| 1999–00                           | ABC Braga (10)                    |                                   | Sporting CP                       |                                   |
| 1998–99                           | FC Porto (10)                     | ABC Braga                         | Sporting CP                       |                                   |
| 1997–98                           | ABC Braga (9)                     | FC Porto                          | Sporting CP                       |                                   |
| 1996–97                           | ABC Braga (8)                     | Sporting CP                       |                                   |                                   |
| 1995–96                           | ABC Braga (7)                     | Sporting CP                       | Boavista FC                       |                                   |
| 1994–95                           | ABC Braga (6)                     | Belenenses                        | FC Porto                          |                                   |
| 1993–94                           | Belenenses (5)                    | SL Benfica                        | FC Porto                          |                                   |
| 1992–93                           | ABC Braga (5)                     |                                   |                                   |                                   |
| 1991–92                           | ABC Braga (4)                     |                                   |                                   |                                   |
| 1990–91                           | ABC Braga (3)                     |                                   |                                   |                                   |
| 1989–90                           | SL Benfica (6)                    |                                   |                                   |                                   |
| 1988–89                           | SL Benfica (5)                    |                                   | Sporting CP                       |                                   |
| 1987–88                           | ABC Braga (2)                     | Sporting CP                       |                                   |                                   |
| 1986–87                           | ABC Braga                         | Sporting CP                       | FC Porto                          |                                   |
| 1985–86                           | Sporting CP (16)                  | Belenenses                        |                                   |                                   |

| Divisão de Honra | Divisão de Honra | Divisão de Honra | Divisão de Honra | Divisão de Honra |
| Época            | Campeão          | Vice-Campeão     | 3º Classificado  |                  |
| ---------------- | ---------------- | ---------------- | ---------------- | ---------------- |
| 1984–85          | Belenenses (4)   | SL Benfica       | Sporting CP      |                  |
| 1983–84          | Sporting CP (15) | SL Benfica       | Belenenses       |                  |
| 1982–83          | SL Benfica (4)   | Sporting CP      |                  |                  |

| Campeonato Nacional da 1ª Divisão | Campeonato Nacional da 1ª Divisão | Campeonato Nacional da 1ª Divisão | Campeonato Nacional da 1ª Divisão | Campeonato Nacional da 1ª Divisão |
| Época                             | Campeão                           | Vice-Campeão                      | 3º Classificado                   |                                   |
| --------------------------------- | --------------------------------- | --------------------------------- | --------------------------------- | --------------------------------- |
| 1981–82                           | SL Benfica (3)                    | Sporting CP                       | Belenenses                        |                                   |
| 1980–81                           | Sporting CP (14)                  | FC Porto                          | Encarnação                        |                                   |
| 1979–80                           | Sporting CP (13)                  | FC Porto                          | SL Benfica                        |                                   |
| 1978–79                           | Sporting CP (12)                  | FC Porto                          | Belenenses                        |                                   |
| 1977–78                           | Sporting CP (11)                  | Belenenses                        | FC Porto                          |                                   |
| 1976–77                           | Belenenses (3)                    | Sporting CP                       | São Bernardo                      |                                   |
| 1975–76                           | Belenenses (2)                    |                                   | Sporting CP                       |                                   |
| 1974–75                           | SL Benfica (2)                    | Sporting CP                       |                                   |                                   |
| 1973–74                           | Belenenses                        | SL Benfica                        | FC Porto                          |                                   |
| 1972–73                           | Sporting CP (10)                  | FC Porto                          |                                   |                                   |
| 1971–72                           | Sporting CP (9)                   | Almada Atlético                   | FC Porto                          |                                   |
| 1970–71                           | Sporting CP (8)                   | FC Porto                          | Belenenses                        |                                   |
| 1969–70                           | Sporting CP (7)                   | FC Porto                          | Belenenses                        |                                   |
| 1968–69                           | Sporting CP (6)                   | FC Porto                          | SL Benfica                        |                                   |
| 1967–68                           | FC Porto (9)                      | Sporting CP                       | SL Benfica                        |                                   |
| 1966–67                           | Sporting CP (5)                   | FC Porto                          | SL Benfica                        |                                   |
| 1965–66                           | Sporting CP (4)                   | FC Porto                          |                                   |                                   |
| 1964–65                           | FC Porto (8)                      | Almada Atlético                   |                                   |                                   |
| 1963–64                           | FC Porto (7)                      | Sporting CP                       | Setubalense                       |                                   |
| 1962–63                           | FC Porto (6)                      | Sporting CP                       | SL Benfica                        |                                   |
| 1961–62                           | SL Benfica                        | FC Porto                          | Sporting CP                       |                                   |
| 1960–61                           | Sporting CP (3)                   | SL Benfica                        | FC Porto                          |                                   |
| 1959–60                           | FC Porto (5)                      | Sporting CP                       | SL Benfica                        |                                   |
| 1958–59                           | FC Porto (4)                      |                                   |                                   |                                   |
| 1957–58                           | FC Porto (3)                      | Sporting CP                       | Salgueiros                        |                                   |
| 1956–57                           | FC Porto (2)                      | Sporting CP                       | Almada Atlético                   |                                   |
| 1955–56                           | Sporting CP (2)                   | Salgueiros                        | Vigorosa                          |                                   |
| 1954–55                           |                                   |                                   |                                   |                                   |
| 1953–54                           | FC Porto                          | Sporting CP                       | Salgueiros                        |                                   |
| 1952–53                           | Salgueiros                        |                                   | Sporting CP                       |                                   |
| 1951–52                           | Sporting CP                       | Glória                            |                                   |                                   |

## Títulos por clube
Lista de títulos por clube do 1.º escalão desde o Campeonato Nacional da 1ª Divisão de Andebol de 1951–52 até ao Andebol 1 de 2017–18, incluindo os títulos da Divisão de Elite.
| # | Equipa          | Títulos | Vices | Épocas Campeões |
| - | --------------- | ------- | ----- | --- |
| 1 | FC Porto        | 24      | 16    | 1953–54, 1956–57, 1957–58, 1958–59, 1959–60, 1962–63, 1963–64, 1964–65, 1967–68, 1998–99, 2001–02, 2002–03, 2003–04, 2008–09, 2009–10, 2010–11, 2011–12, 2012–13, 2013–14, 2014–15, 2018–19, 2020–21, 2021–22, 2022–23 |
| 2 | Sporting        | 23      | 20    | 1951–52, 1955–56, 1960–61, 1965–66, 1966–67, 1968–69, 1969–70, 1970–71, 1971–72, 1972–73, 1977–78, 1978–79, 1979–80, 1980–81, 1983–84, 1985–86, 2000–01, 2004–05*, 2005–06*, 2016–17, 2017–18, 2023-24, 2024–25        |
| 3 | ABC Braga       | 13      | 4     | 1986–87, 1987–88, 1990–91, 1991–92, 1992–93, 1994–95, 1995–96, 1996–97, 1997–98, 1999–00, 2005–06, 2006–07, 2015–16 |
| 4 | SL Benfica      | 7       | 8     | 1961–62, 1974–75, 1981–82, 1982–83, 1988–89, 1989–90, 2007–08 |
| 5 | Belenenses      | 5       | 3     | 1973–74, 1975–76, 1976–77, 1984–85, 1993–94 |
| 6 | CD São Bernardo | 2       | 0     | 2002–03*, 2003–04* |
| 7 | Madeira SAD     | 1       | 3     | 2004–05 |
| 8 | Salgueiros      | 1       | 0     | 1952–53 |

*Títulos da Divisão de Elite.